# Blarinomys breviceps
Blarinomys breviceps је врста глодара из породице хрчкова (лат. Cricetidae). 

## Распрострањење
Врста је присутна у следећим државама: Бразил и Аргентина.

## Станиште
Станиште врсте су шуме. 

## Угроженост
Ова врста је наведена као последња брига, јер има широко распрострањење и честа је врста.